# Rolls-Royce plc
Rolls-Royce Holdings plc je britansko podjetje, ki se ukvarja za dizajniranjem in proizvodnjo letalskih, ladijskih in industrijskih motorjev.

## Proizvodi

### Letalski motorji

#### Turboreaktivni motorji
- Rolls-Royce Avon
- Rolls-Royce Viper
- Rolls-Royce/Snecma Olympus 593
- Rolls-Royce RB162

#### Turboventilatorski motorji (turbofani)
- Rolls-Royce AE 3007
- Rolls-Royce BR700
- Rolls-Royce Conway
- Rolls-Royce RB211
- Rolls-Royce RB282
- Rolls-Royce/Turbomeca Adour
- Rolls-Royce Pegasus
- Turbo-Union RB199
- Rolls-Royce Spey
- Rolls-Royce Tay (turbofan)
- Rolls-Royce Trent
- Eurojet EJ200
- General Electric/Rolls-Royce F136
- International Aero Engines V2500

#### Turbopropelerski in turbogredni motorji
- Rolls-Royce AE 2100
- Rolls-Royce Gem
- Rolls-Royce Model 250
- Rolls-Royce RR300
- Rolls-Royce RR500
- Rolls-Royce T406/AE 1107C-Liberty
- Rolls-Royce T56
- Europrop TP400-D6
- MTR390 (s MTU-jem in Turbomeco)
- Rolls-Royce/Turbomeca RTM322
- LHTEC T800 (s Honeywellom)

### Ladijski motorji

#### Plinske turbine
- AG9140
- MT30
- MT50
- RR4500
- Spey SM1A in izboljšani SM1C
- Olympus TM1, TM1A in izboljšani TM3B
- Tyne RM1A in izboljšani RM1C
- WR-21

#### Drugi pogonski sistemi
- Kamewa in Bird-Johnson vodni reaktivni motorji
- Kamewa Tunnel thruster
- MerMaid
- Ulstein Aquamaster Azimutni potisnik

#### Podmornice
- Nato Submarine Rescue System
- PWR1 Reaktor
- PWR2 Reaktor
- Zebra (baterija)

#### Hidrodinamični ležaji
- Michell Bearings

#### Plinske turbine
- Rolls-Royce 501
- Industrial Avon
- Industrial RB211
- Industrial Trent